# Вабкент
Вабке́нт (узб. Vobkent / Вобкент) — город, административный центр одноимённого района Бухарской области Узбекистана. Вабкент — один из древнейших городов. В средние века вокруг Вабкента было несколько деревень и крепостей.

## История
Предполагают, что Вабкент был основан ещё до походов арабов в Среднюю Азию. Упоминается бухарским историком Абу Бакром Наршахи в X веке. В документах XIV века Вабкент упоминается как Вабкана. Начиная с XVI века, Вабкент стал известен под двумя именами — Вабкана и Камат. В книге историка XVII века Махмуда ибн Вали «Бахр уль-Асрор» (1634-41) название Вабкентского уезда — Камат. Также есть информация о Вабкенте в книге Мирзо Баде «Majmaʼ al-arqom» («Сборник чисел»; 18 век). Согласно основополагающим документам второй половины XIX века, в селе Нарчок (Наршах) Каматского района (ныне Вабкентский район) было много ремесленников. В Вабкенте есть древние исторические памятники, такие как медресе, бани, соборная мечеть, Старый Вабканд, Вабкандская крепость, которые не сохранились до наших дней. В Вабкенте находится минарет, сооружённый в 1196—1198 годах. В эпоху Тимуридов и Шейбанидов здесь функционировал монетный двор.
Расцвет города начался в эпоху Караханидов.

## Расположение
Вабкент расположен на трассе, соединяющей Бухару с Самаркандом и Ташкентом. Через центр Вабкента проходит старинный канал Вабкентдарья, питаемый рекой Зеравшан. Ближайшая железнодорожная станция находится в 28 км от Бухары. 

## Население
Население составляет около 16 000 человек, преобладающим этносом являются узбеки; также проживают русские, таджики, татары, азербайджанцы и другие.

## Инфраструктура
В 1993 году в Вабкенте был открыт областной оздоровительный центр на 120 мест. Также в городе расположены сельскохозяйственный профессиональный колледж на 600 мест, средние школы, стадионы, аптеки, медицинские учреждения, предприятия бытового обслуживания и общественного питания, пекарня, магазин промышленных товаров и товаров для детей, рынок, библиотека, дом культуры, гостиница, кинотеатры, отдел связи.
В городе есть районные организации, хлопковая фабрика, ремесленная и художественная мастерская. Среди архитектурных памятников — Вабкентский минарет.